# Anthicus crinitus
Anthicus crinitus är en skalbaggsart som beskrevs av Laferté-sénectère 1848. Anthicus crinitus ingår i släktet Anthicus och familjen kvickbaggar. Inga underarter finns listade i Catalogue of Life.

## Bildgalleri

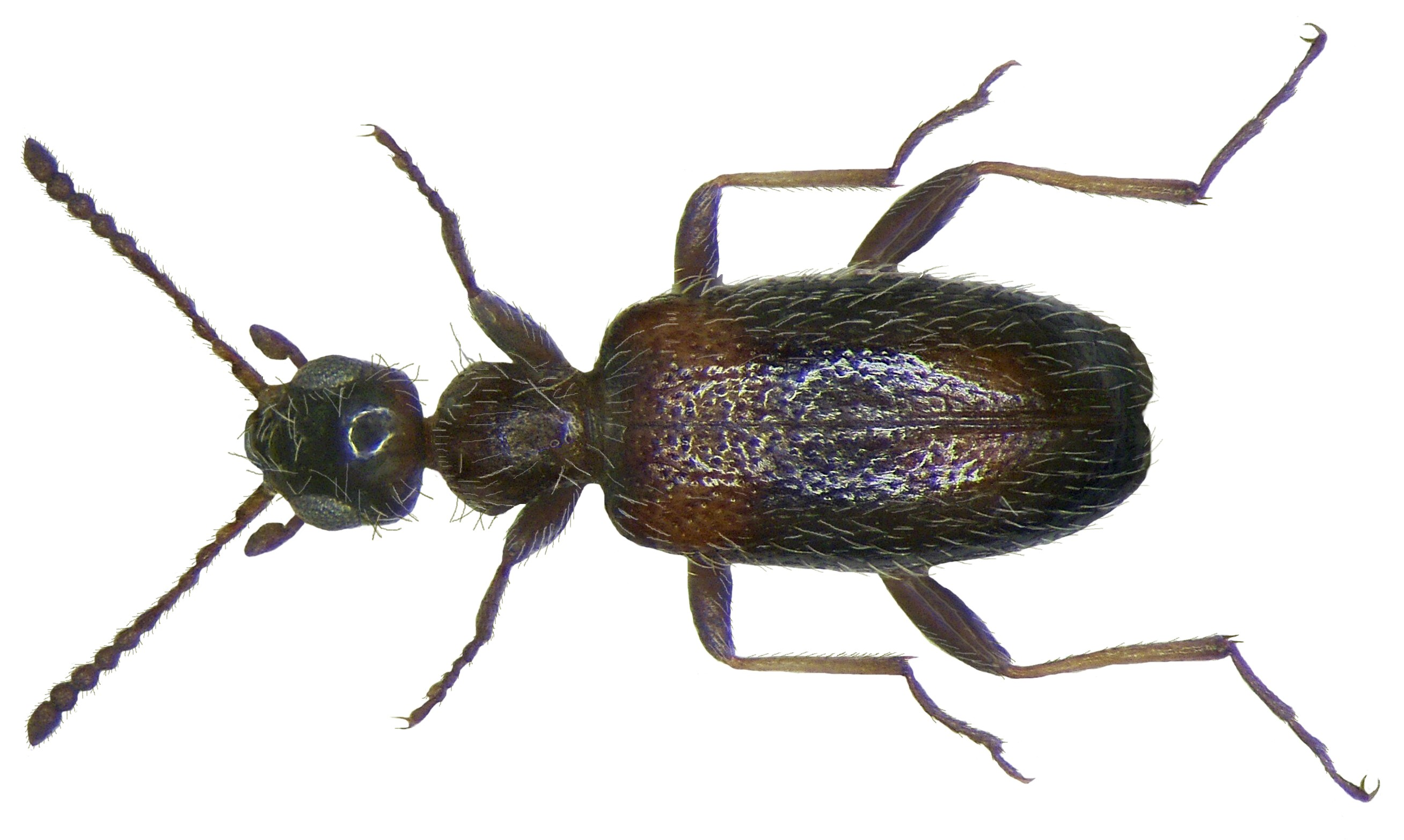